# لد، اسرائیل
لُد (به عبری: לוד، به عربی:اللد) یا لیدا، نام شهری در استان مرکزی اسرائیل است که در سال ۲۰۱۹ جمعیت آن ۷۷٬۲۲۳ نفر و مساحت آن ۱۲٬۲۲۶ کیلومتر مربع بوده است.
این شهر مدفن جرجیس، از قدیسان مسیحیت می‌باشد، و به همین دلیل، این شهر برای مسیحیان فلسطین و جهان اهمیت ویژه‌ای برخوردار است.

## جمعیت
در سرشماری سال ۲۰۱۹، جمعیت شهر لد ۷۷٬۲۲۳ نفر بود. از این جمعیت، ۵۳٬۵۸۱ نفر، ۶۹٫۴٪ یهودی و غیره، و ۲۳٬۶۴۲ نفر، ۳۰٫۶٪ عربی فلسطینی بوده‌اند.

## تاریخ

### دولت عثمانی
در سال ۱۵۱۷ میلادی، شهر لد در ایالت شام به مرکزیت دمشق بود. در این دوران، درآمد مازاد حاصله از کشاورزی و باغداری اطراف روستا، به وقف امارت خاصگی سلطان، خیریه‌ای برای توزیع غذا به مستضعفین در بیت‌المقدس، تأسیس شده توسط خرم سلطان، از همسران سلطان سلیمان اول.
در سال ۱۵۹۶، روستای لد تابع ناحیه رمله، تحت اداره لواء غزه بود. در این سال، جمعیت شهر حدوداً نصف عرب مسلمان و نصف عرب مسیحی بود. ۲۴۱ خانوار شهر، و ۱۴ خانه مجردی مسلمان، و ۲۳۳ خانوار مسیحی بودند.
در سال ۱۸۶۹، جمعیت لد ۶۸۵۰ نفر بود، که ۲۰۰۰ نفر آنها عرب مسیحی اکثراً ارتدوکس، و ۴۸۵۰ نفر آنها عرب مسلمان بودند.
در سال ۱۸۷۰، بر مقبرهٔ جرجیس قدیس، کلیسایی ساخته شد. در سال ۱۸۹۲ اولین ایستگاه راه‌آهن این منطقه از فلسطین در طول خط آهن یافا-بیت‌المقدس ساخته شد. این ایستگاه، امروزه از مهمتری تقاطعهای ریلی کشور می‌باشد.
شهری کوچک، ایستاده در میان حصاری از گیاهان انجیر تیغی، و دارای باغات زیبای زیتون، بالاخص در جنوب شهر. مناره مسجد شیئی بس نمایان در تمامی دشت می‌باشد. ساکنان شهر عمدتاً مسلمان می‌باشند، با وجود اینکه این مکان مقر اسقف کلیسای یونانی بیت‌المقدس می‌باشد. کلیسای صلیبی (کلیسای مقبره جرجیس قدیس) به تازه‌گی ساخته و احیا شده است، و توسط مسیحیان ارتدوکس یونانی استفاده می‌شود. اطراف باغات دیوار وجود دارد…— بررسی غرب فلسطین، صندوق استکشاف فلسطین، ۱۸۸۲

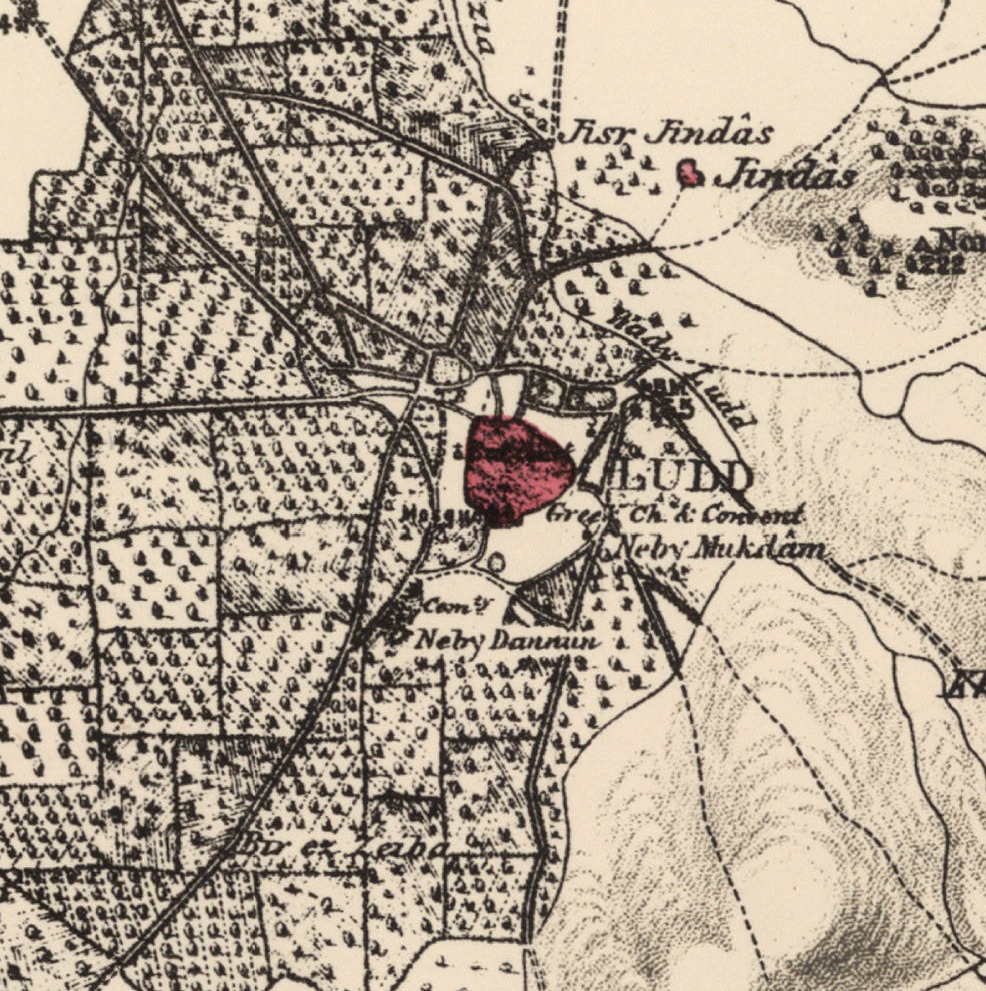
نقشه شهر لد و باغات حومه آن، دهه ۱۸۷۰ میلادی
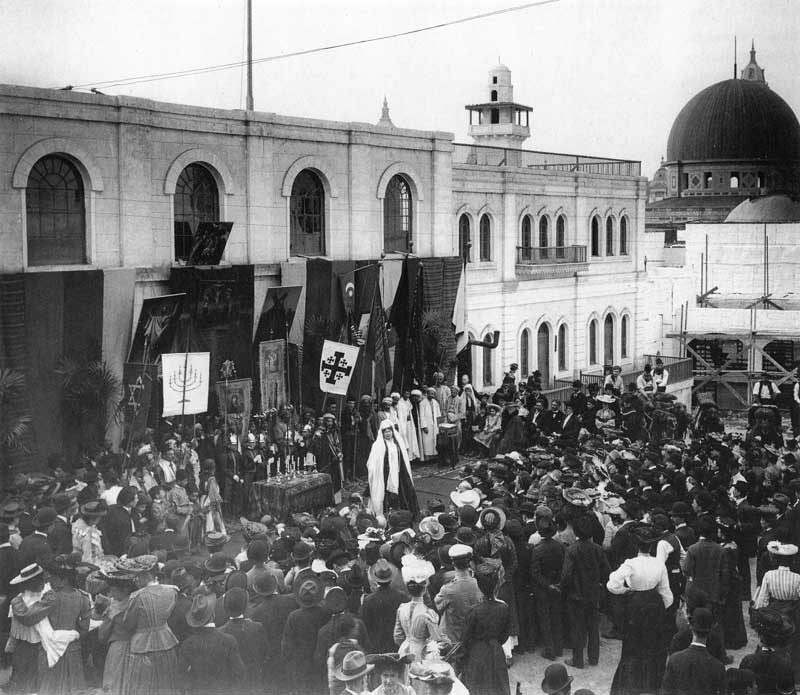
مراسم مسیحیان ارتدوکس در کلیسای جرجیس قدیس، سال ۱۹۰۳ میلادی
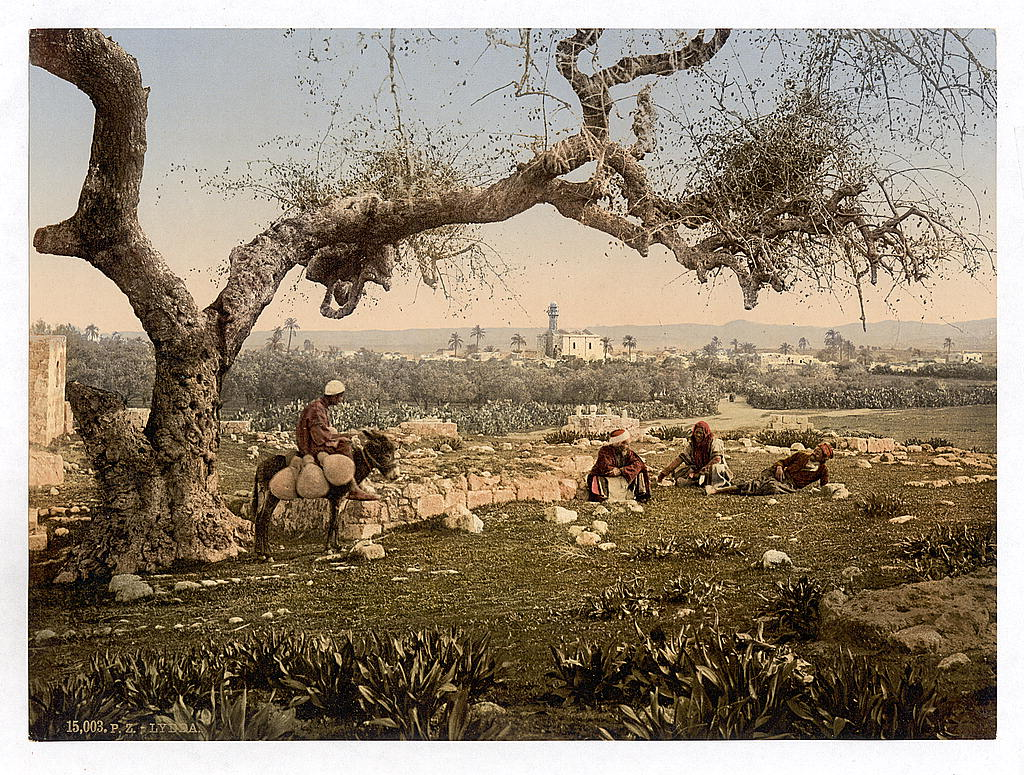
منظره باغات و اراضی حومه لد در دهه ۱۸۹۰ میلادی
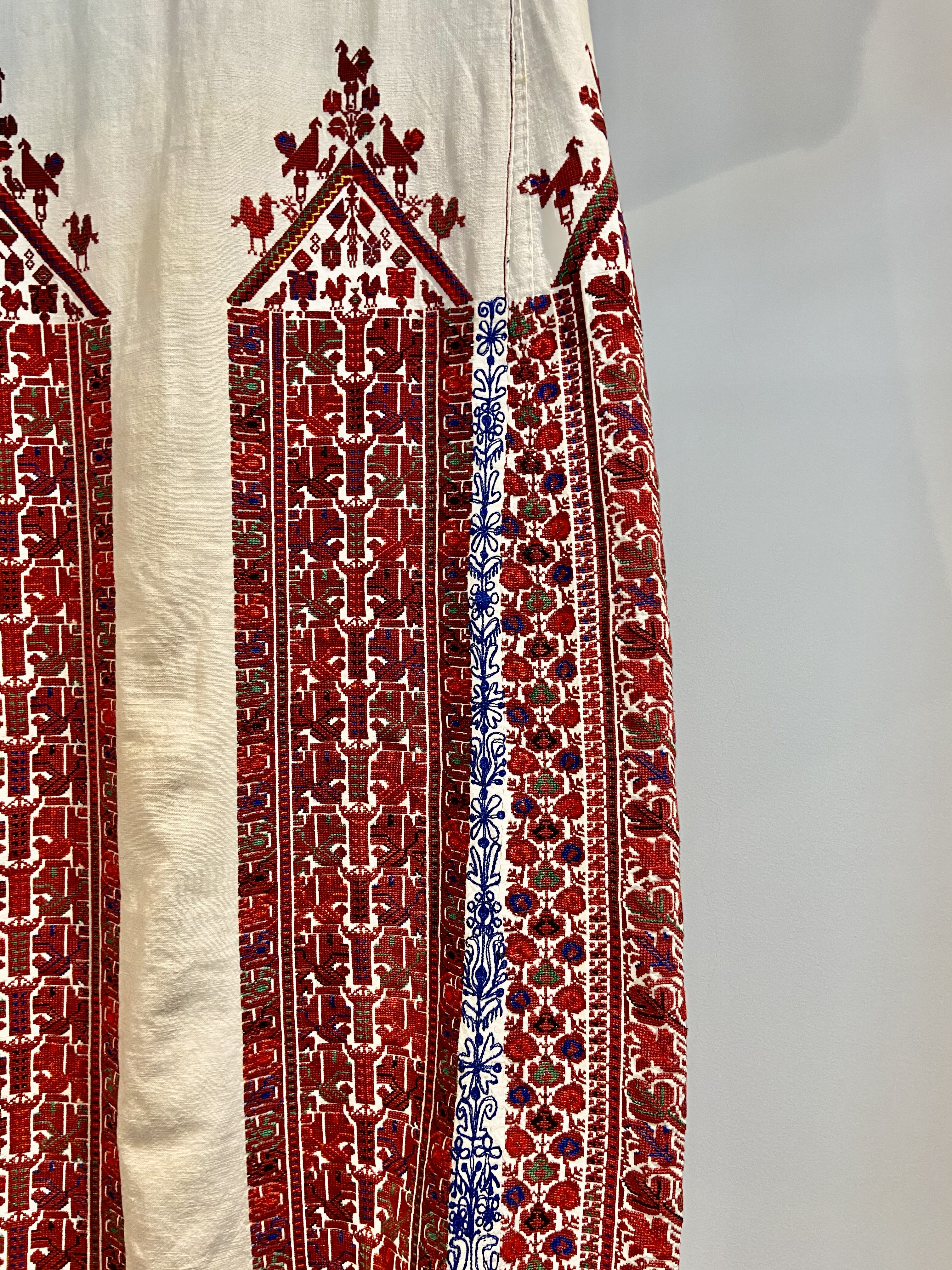
طرح ثوب سنتی زنانه فلسطینی، منطقه لد
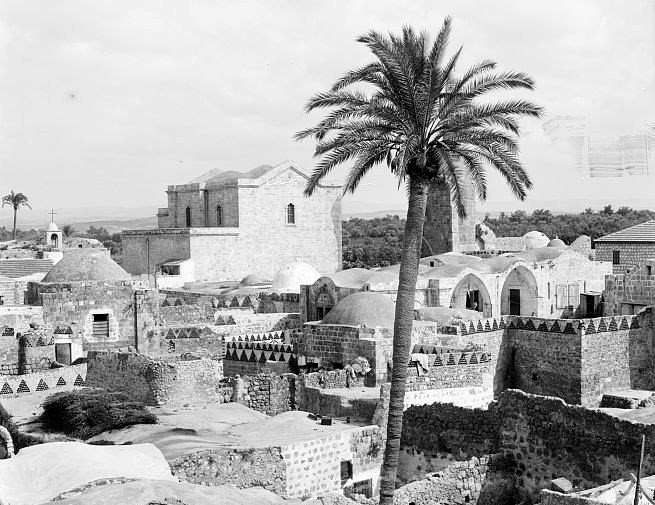
نمای شهر لد، مسجد جامع آن در پشت درخت نخل، و کلیسای جرجیس قدیس در دوردست تصویر، دهه اول قرن ۲۰

### فلسطین تحت قومیت بریتانیا
از سال ۱۹۱۸ به بعد، بعد از سقوط دولت عثمانی در شام و فلسطین، شهر لد و کل فلسطین تحت قومیت بریتانیا قرار گرفت. در سال ۱۹۳۴، در شمال این شهر، انگلیسها فرودگاه لد را تأسیس کردند. این فرودگاه هم نقش فرودگاه نظامی برای قوای استعماری انگلیسی، و همین‌طور نقش فرودگاه مسافری برای فلسطین را ایفا می‌کرد. در طول دهه ۱۹۴۰ میلادی، پروازهای خط هوایی انگلیس از مبدأ قاهره به تهران در فرودگاه لد توقف داشتند.
در سال ۱۹۲۲، جمعیت شهر ۸٬۱۰۳ نفر بود، که از این جمعیت، ۷٬۱۶۶ نفر عرب مسلمان، ۹۲۶ نفر عرب مسیحی اکثراً ارتدوکس، و ۱۱ نفر یهودی بودند.
در سال ۱۹۳۱ِ، جمعیت شهر به ۱۱٬۲۵۰ نفر افزایش پیدا کرد که از این جمعیت، ۱۰٬۰۰۲ نفر عرب مسلمان، ۱٬۲۱۰ نفر عرب مسیحی، ۲۸ نفر یهودی، و ۱۰ نفر بهائی بودند.
در سال ۱۹۴۵، جمعیت شهر به ۱۶٬۷۸۰ نفر افزایش پیدا کرد. از این جمعیت، ۱۴٬۹۱۰ نفر عرب مسلمان، ۱٬۸۴۰ نفر عرب مسیحی، ۲۰ نفر یهودی، و ۱۰ نفر «غیره» بودند.
در سال ۱۹۴۸، در آستانه آغاز جنگ و نکبت فلسطین، جمعیت شهر حدود ۲۰٬۰۰۰ نفر تخمین زده شد، که از این جمعیت، حدود ۱۸٬۵۰۰ نفر عرب مسلمان و ۱٬۵۰۰ نفر عرب مسیحی بودند.

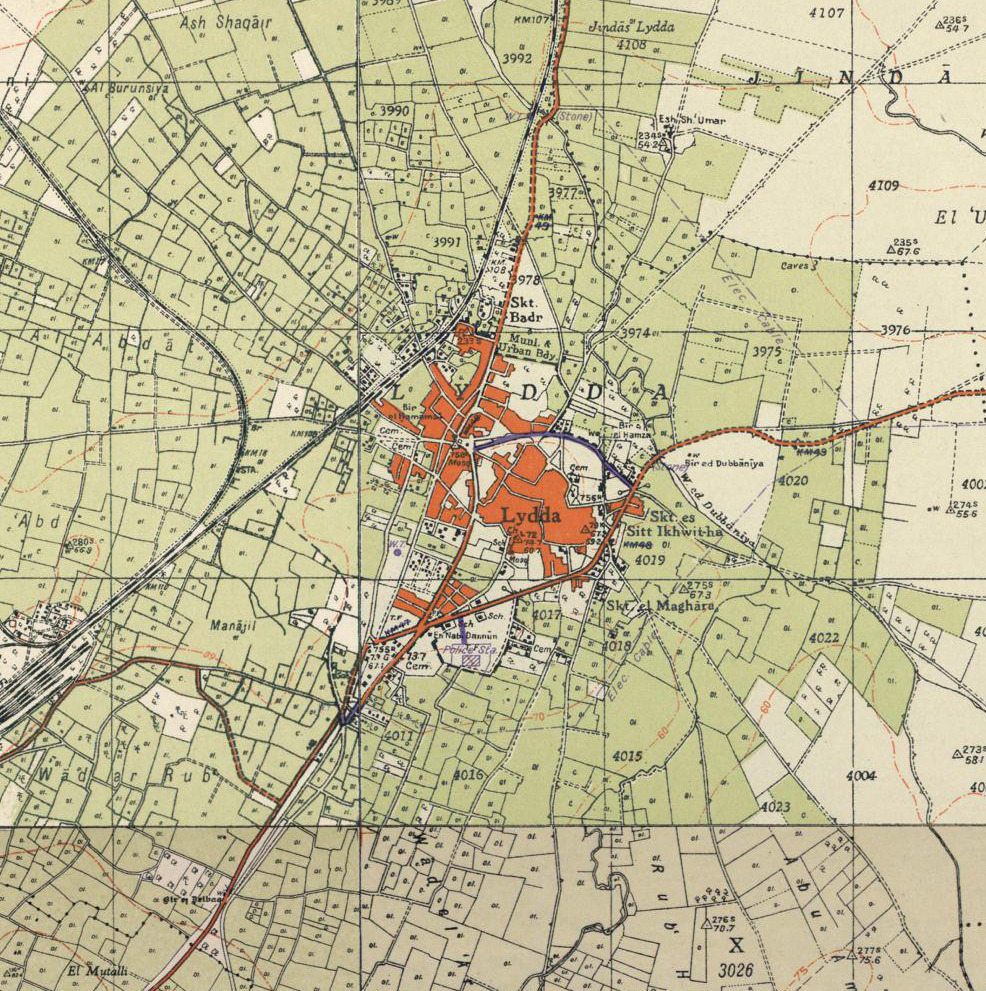
نقشه شهر لد در دهه ۱۹۴۰ میلادی
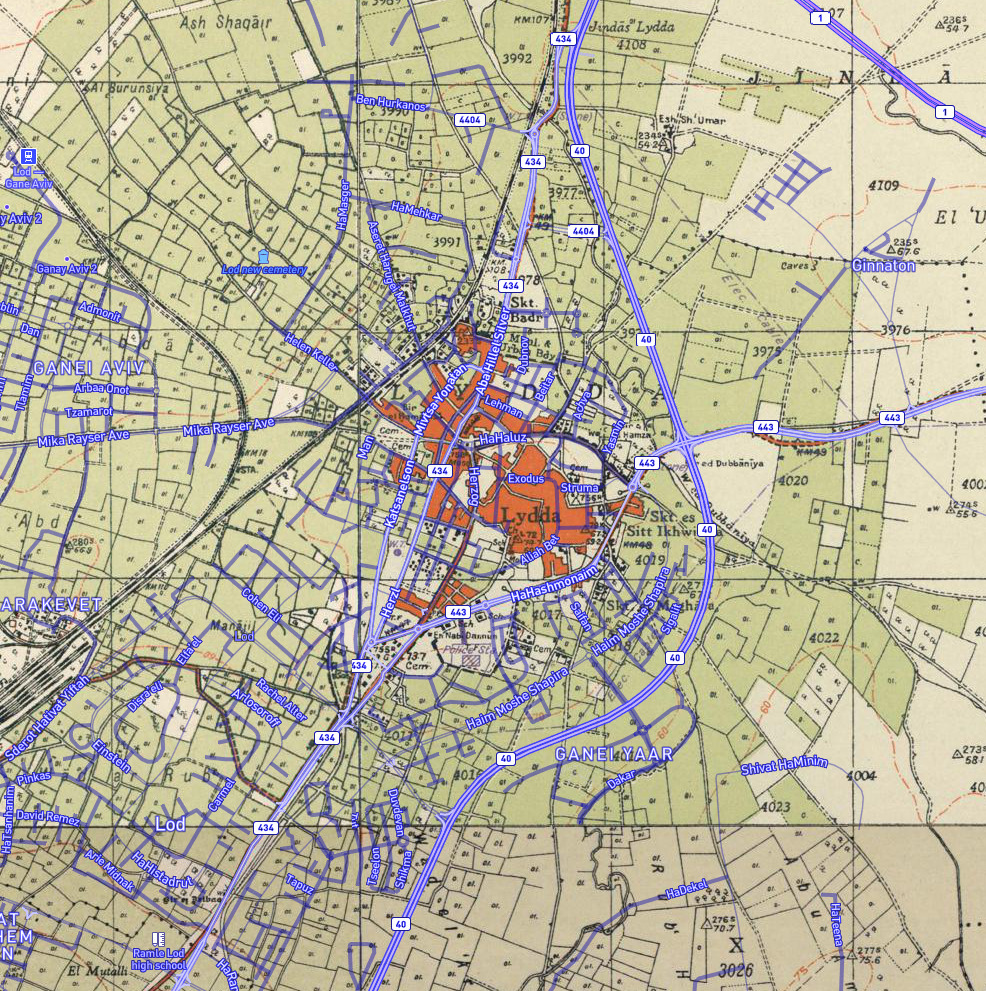
نقشه شهر لد در دهه ۱۹۴۰ میلادی، و مقایسه با نقشه امروزی شهر
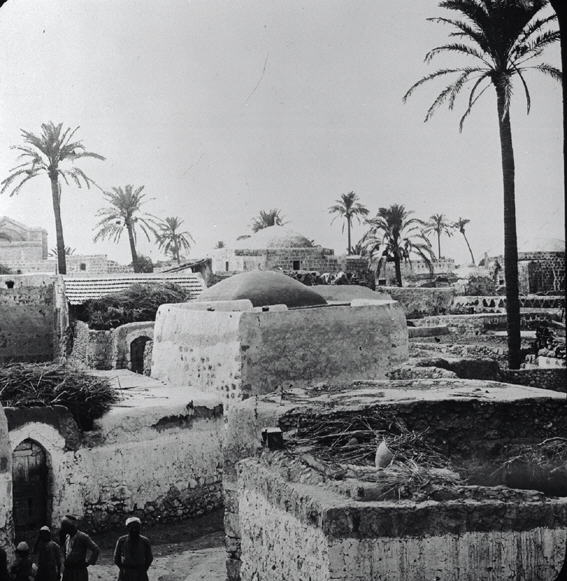
منظره‌ای از لد، سال ۱۹۲۰
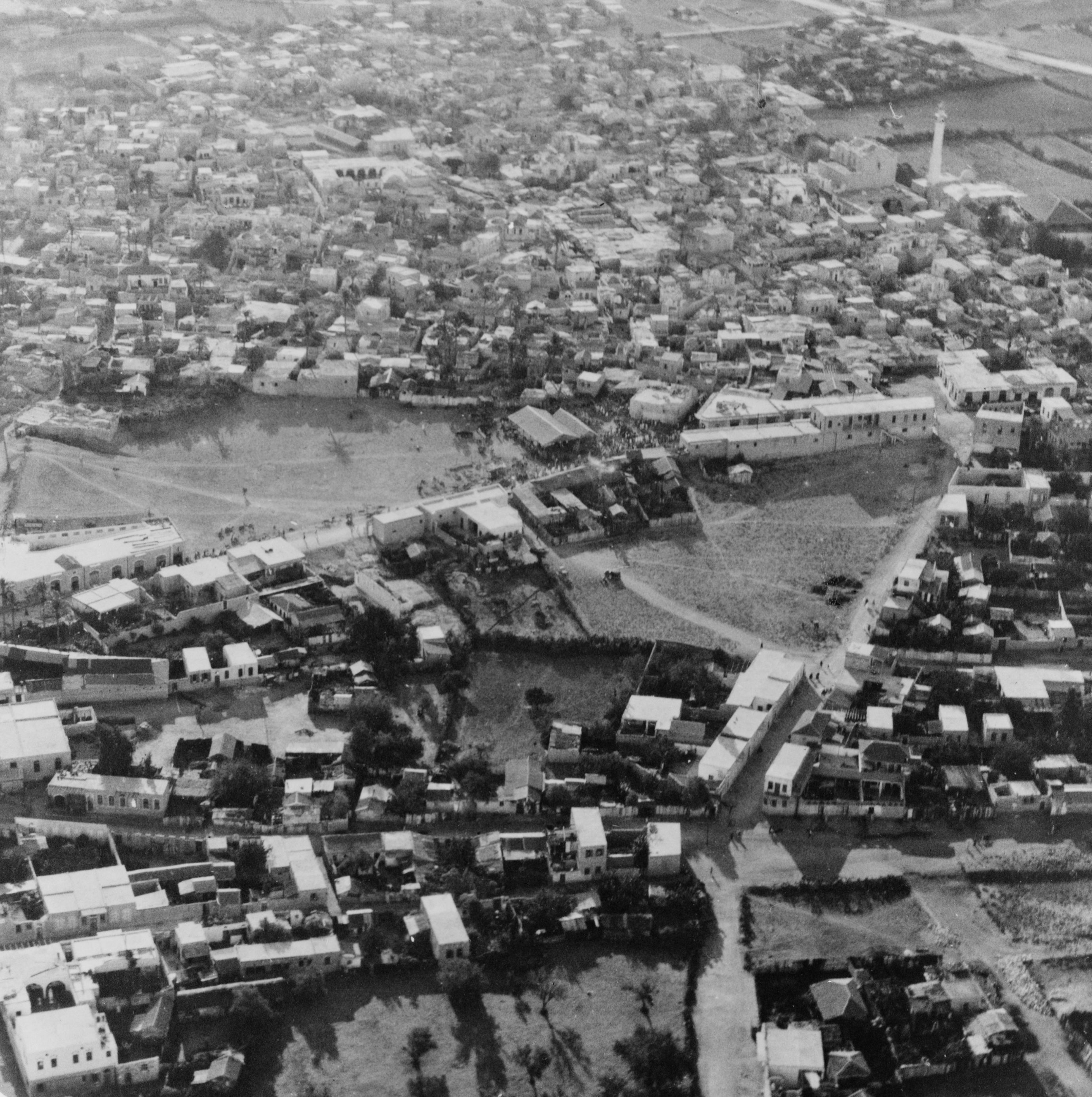
منظره هوایی لد، سال ۱۹۳۲
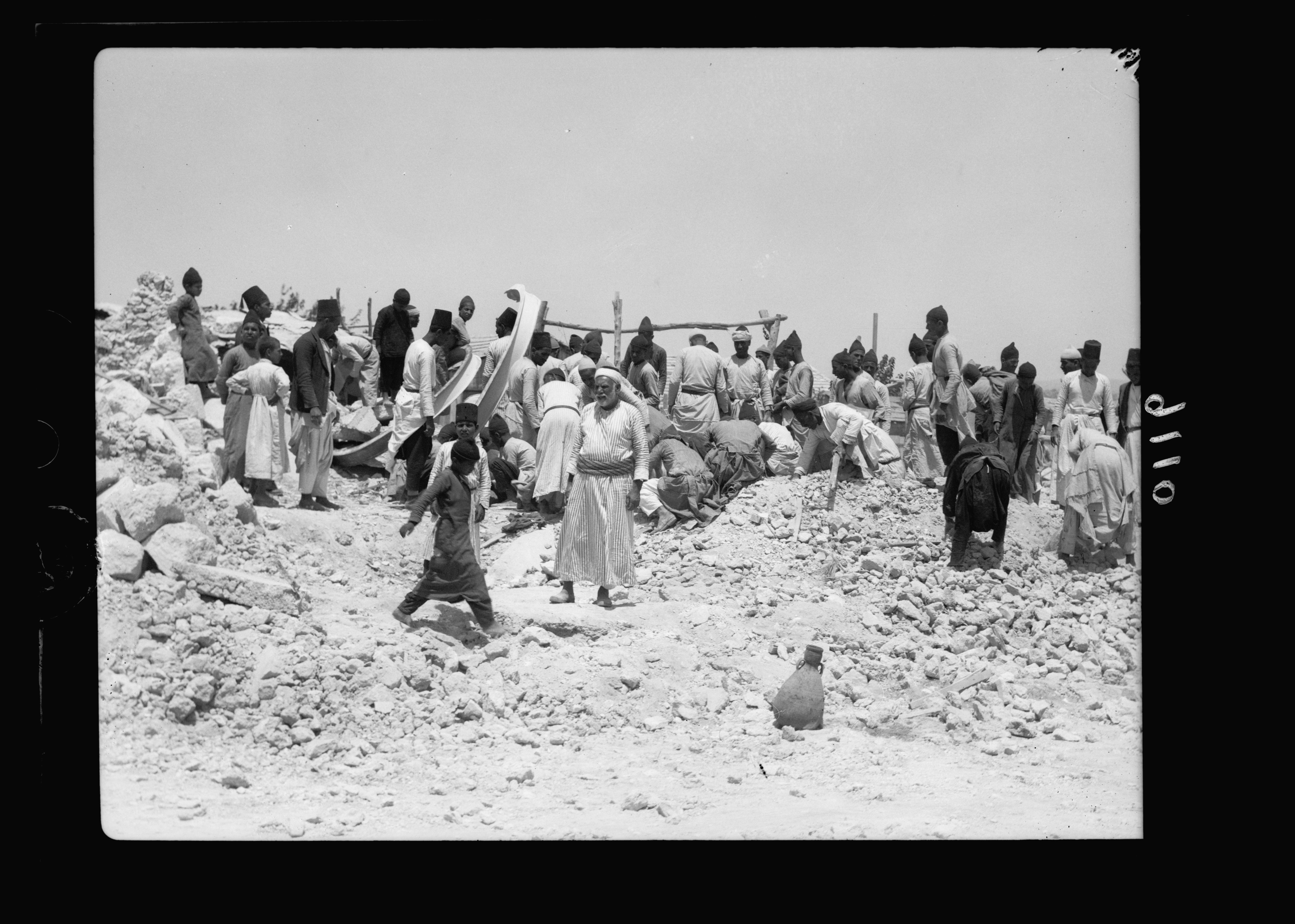
تخریب خانه متهمان در مشارکت در قیام مسلحانه فلسطینیها علیه بریتانیا، سال ۱۹۳۶ میلادی

### جنگ ۱۹۴۸ و نکبت فلسطین
در پاییز سال ۱۹۴۷، دولت بریتانیا اعلام کرد که قصد ترک فلسطین را دارد، و پرونه فلسطین را به سازمان تازه تأسیس ملل ارجاع می‌دهد. مجمع عمومی سازمان ملل در ماه نوامبر ۱۹۴۷، طرح تقسیم فلسطین به دو دولت عربی و یهودی را داد. این طرح با مخالفت اعراب فلسطینی که اکثریت ۶۷٪ جمعیت فلسطین را تشکیل می‌دادند و به دنبال استقلال و حاکمیت واحد برای تمامی اهالی فلسطین را داشتند مواجه شد. در این طرح، شهر لد قرار بود به دولت پیشنهادی عربی در فلسطین ملحق شود.
به زودی، جنگ ۱۹۴۸ در فلسطین بین قوای نظامی صهیونیست و قوای نظامی عرب فلسطینی سر گرفت. عواقب این جنگ از نقطه نظر فلسطینیها به عنوان نکبت فلسطین یاد می‌شود، چرا که در طول این جنگ، نظامیان صهیونیست و بعد از آن نیروهای دفاعی اسرائیل، حدود ۷۲۵ هزار عرب فلسطینی رادر طول حدود یک سال درگیری، از شهرها و روستاهای خود اخراج کردند، و تا به امروز به آنها و فرزندانشان اجازه بازگشت نداده‌اند.
در طول نکبت فلسطین، یکی از مهم‌ترین و مهلک‌ترین پاکسازی‌های قومی در شهرهای لد و رمله اتفاق افتاد. در طول ماه‌های اول جنگ، با پناه آوردن مردمان روستاهای فلسطینی اطراف یافا، که به دست قوای دولت تازه تأسیس اسرائیل افتاده بودند، جمعیت شهر به حدود ۵۰٬۰۰۰ نفر افزایش پیدا کرده بود. شهر لد در ماه ژوئیه سال ۱۹۴۸ به دست قوای اسراییلی افتاد. به دستور فرمانده ارشد اسرائیل، اسحاق رابین (فرمانده وقت، نخست‌وزیر دهه ۱۹۹۰ اسرائیل)، تمام این جمعیت، به جز حدود ۷۰۰ تا ۱٬۰۰۰ نفر از لد اخراج شدند.
«الف: ساکنان شهر لد، فارغ از سن، باید در به سرعت اخراج بشوند…»— دستور مقر عملیات دانی ارتش اسرائیل، ۱۲ ژوئیه ۱۹۴۸، ساعت ۱۳:۳۰، 

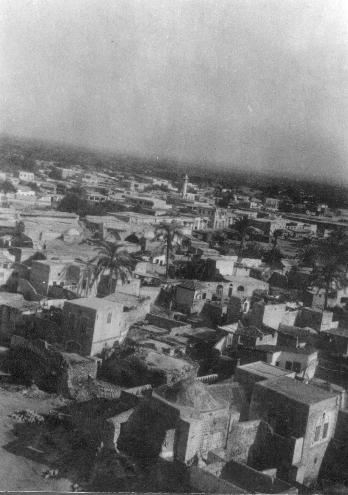
منظره‌ای از لد، ۵ ماه بعد از پاکسازی قومی فلسطینیها، دسامبر ۱۹۴۸
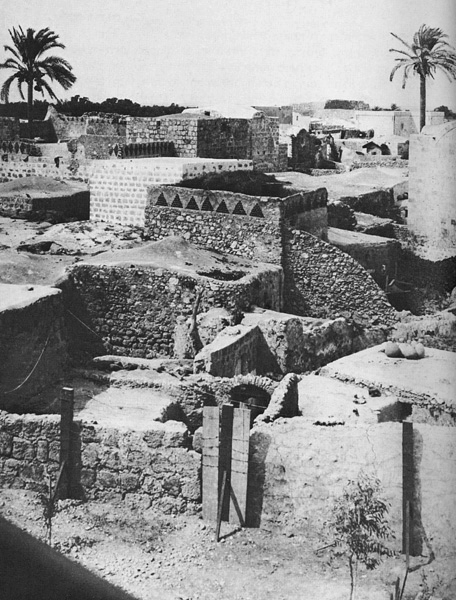
مرکز تاریخی شهر لد بعد از اشغال شهر توسط قوای اسرائیلی، سال ۱۹۴۸
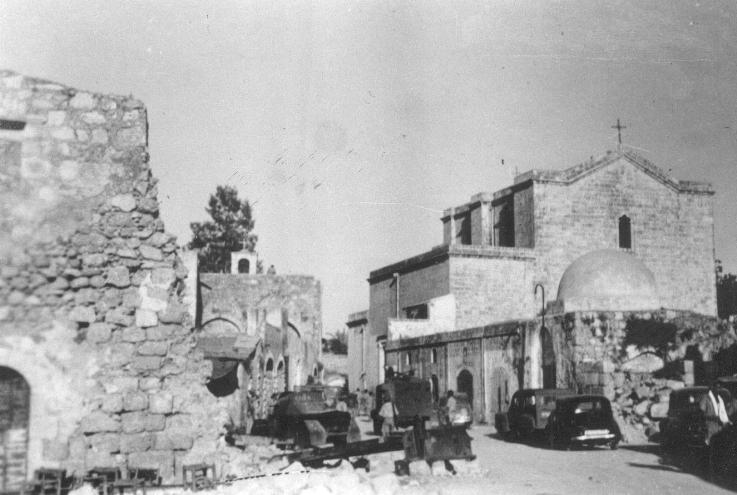
کلیسای جرجیس قدیس، بعد از اشغال شهر توسط قوای اسرائیلی، سال ۱۹۴۸
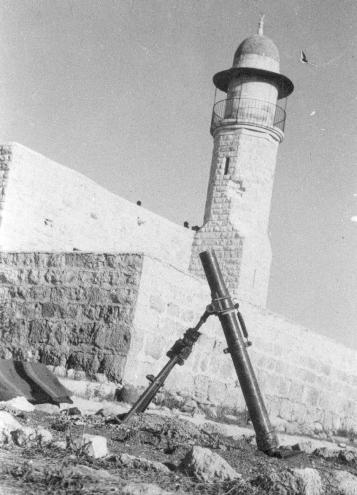
خمپاره‌انداز پالماخ-قوای اسرائیلی در مقابل مسجد جامع لد، سال ۱۹۴۸
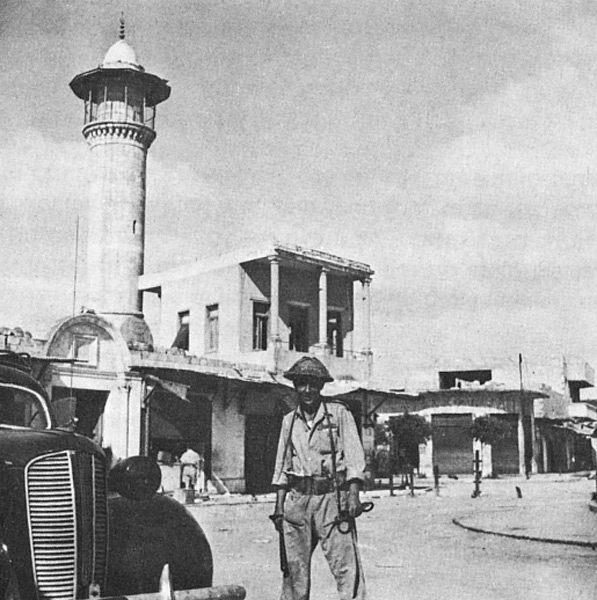
سرباز اسرائیلی در مقابل مسجد دهمش در مرکز شهر لد، سال ۱۹۴۸
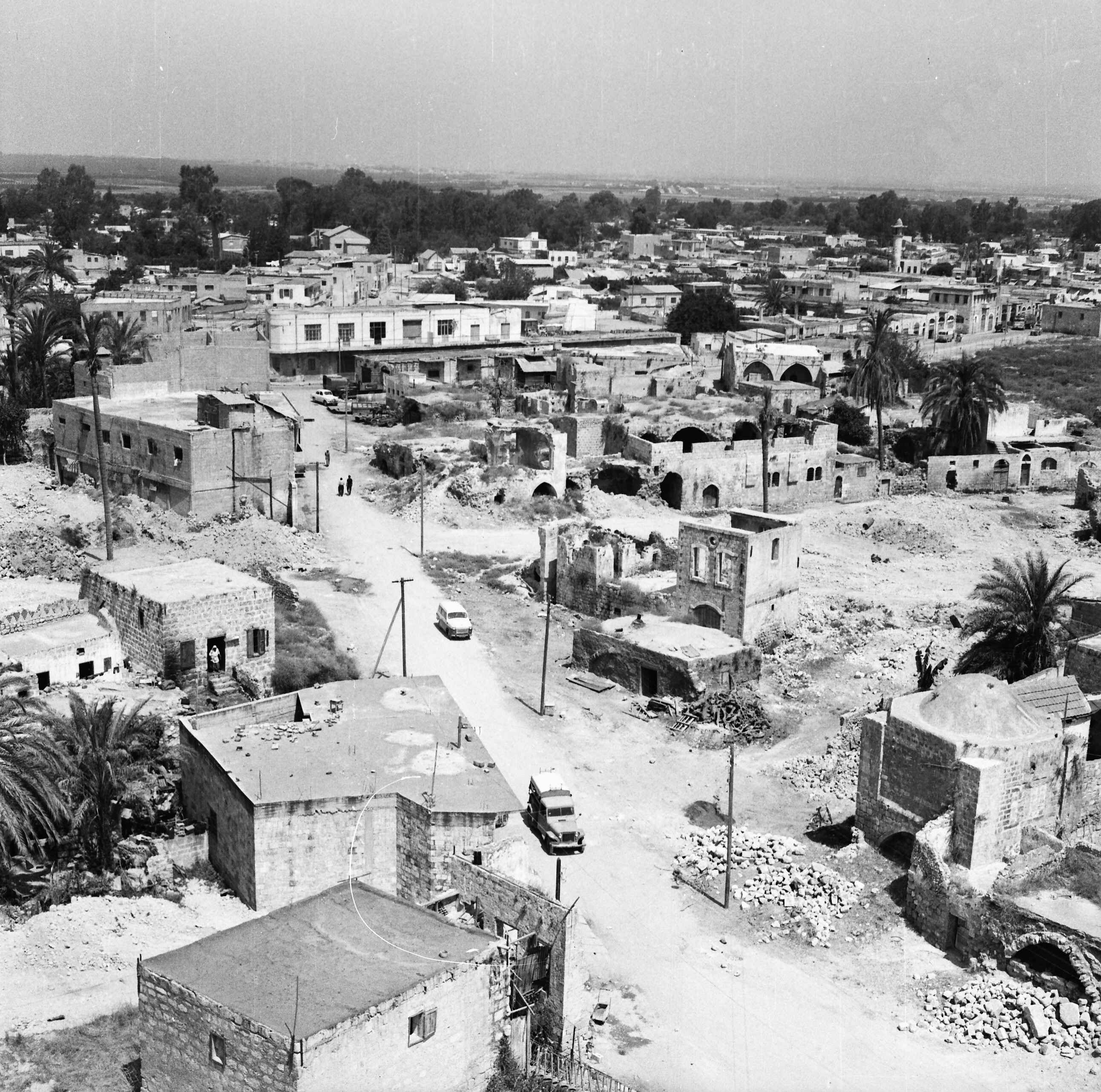
آثار جنگ بر روی شهر خالی از سکنه لد، سال ۱۹۴۸

### دولت اسرائیل
بعد از استقرار دولت اسرائیل، چندین موج مهاجرت و سکنی گزیدن یهودیان از ممالک مختلف به وقوع پیوست. موج اول، در سالهای اول بعد از جنگ، اکثراً یهودیان کشورهای عربی، منجمله مراکش و تونس بودند. در سالهای بعد، یهودیان اتیوپی و در نهایت یهودیان از جمهوری‌های استقلال یافته از اتحاد جماهیر شوروی به شهر لد نقل مکان کردند.
اعراب فلسطینی لد که بعد از جنگ و نکبت در شهر باقی مانده بودند، توسط ارتش اسرائیل در یک محله شهر جمع شدند، محله‌ای که دورادور آن، برای محدودسازی رفت وآمد سیم خاردار و نرده کشیده شده. مشابه سایر شهرها و روستاهای فلسطینی که بعد از نکبت، هنوز در آنها جمعیتی مانده بود، ارتش اسرائیل بر روی جمعیت عرب لد حکومت نظامی اعمال کرد. اما این وضعیت فقط یکی دو سال ادامه داشت، و حکومت نظامی در لد (و همچنین در سایر شهرهای مختلط مثل یافا و رمله)، برخلاف شهرها و روستاهای منطقه جلیل در شمال کشور، منطقه مثلث در مرکز، و مناطق بدویی جنوب کشور، برداشته شد. اما، برداشته شدن حکومت نظامی به معنی تخریب سیم خاردار و نرده دور محله فلسطینیها نبود. همچنین در سالهای دهه ۱۹۵۰ میلادی، مقامات نظامی امنیتی دولت اسرائیل تأکید بر تخریب کامل شهرها و روستاهای خالی شده از سکنه فلسطینی تحت سلطه اسرائیل را داشتند، چرا که اسرائیل می‌خواست از عدم بازگشت آوارگان فلسطینی به شهرهای خویش مطمئن شود. با وجود اینکه مقامات نظامی-امنیتی اسرائیل موفق به تخریب بیش ار ۴۰۰ شهر و روستا شدند، در شهرهای بزرگتر منجمله لد، این تلاشها با مخالفت شموئل ییوین، رئیس سازمان میراث تاریخی وقت اسرائیل مواجه شد. در لد متأسفانه، تلاشهای او موفقیت زیادی نداشت. به جز چندین ساختمان، اکثریت ساختمانهای شهر قدیمی لد توسط اسرائیل در سال ۱۹۵۴ تخریب شد.
در دهه ۱۹۸۰، با ساکن شدن بدویی‌های کوچ‌نشین جنوب کشور در شهر لد، بر جمعیت عرب فلسطینی شهر افزوده شد. در طول سالها، شهر لد به عنوان فقیرترین و محرومترین شهرهای اسرائیل در کشور شناخته شده. شهرداری این شهر هم در طول سالها دچار بحران بی کفایتی بوده. این فقر و بی کفایتی، به همراه سیاست ملی اسرائیل که بر پایه تبعیض علیه اقلیت عرب فلسطینی بنا شده است هم به بهبود شرایط کمکی نکرده است. در نتیجه، در طول سالها بین جمعیت عرب فلسطینی و یهودی اسرائیلی تنشهایی موجود بوده. ولی، جا دارد که به کارهای نهادها و اقدامات مشترک عرب-یهودی در شهر هم اشاره کرد.

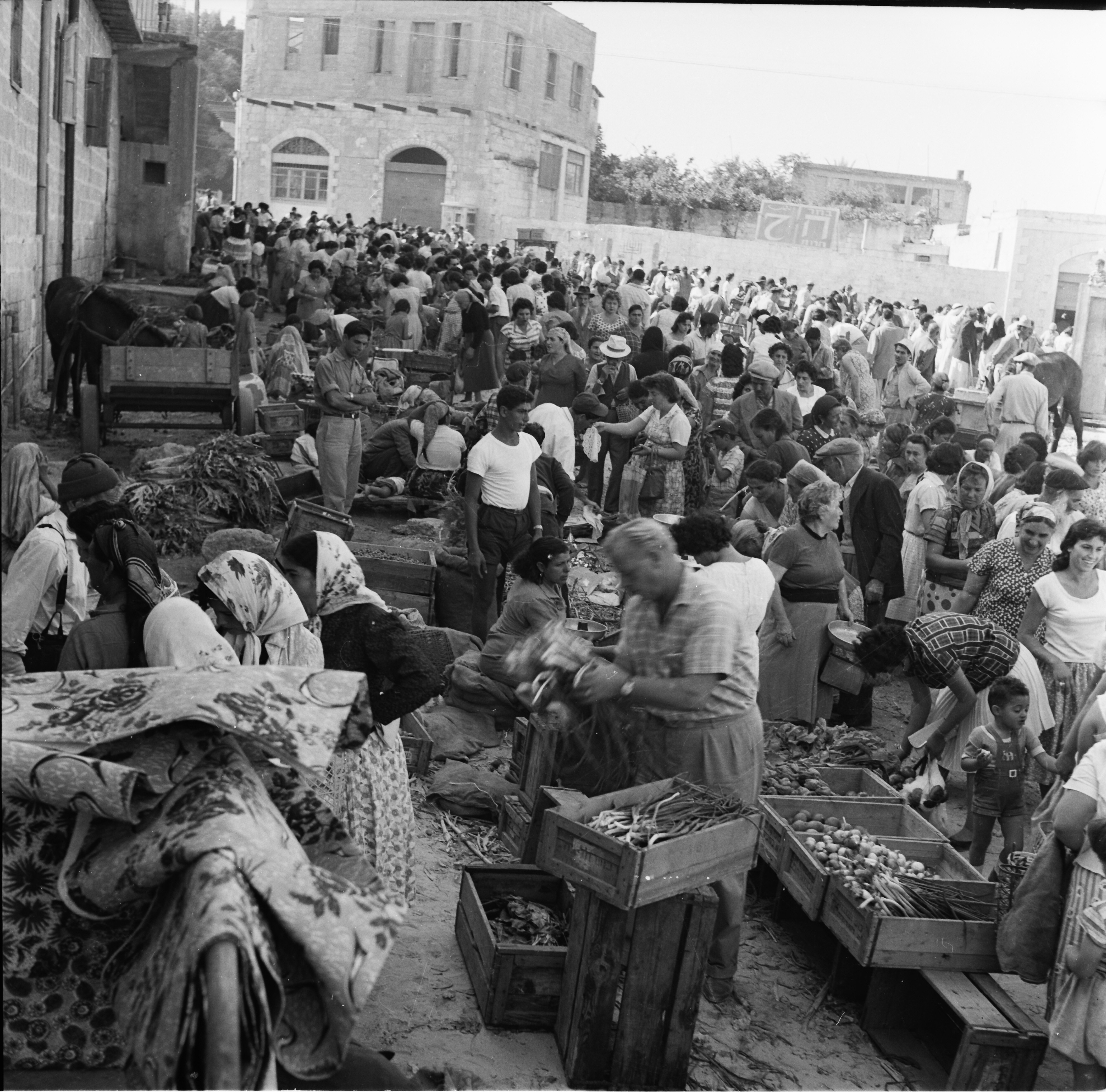
مهاجران تازه‌وارد یهودی در بازار خیابانی در شهر لد، سال ۱۹۵۰
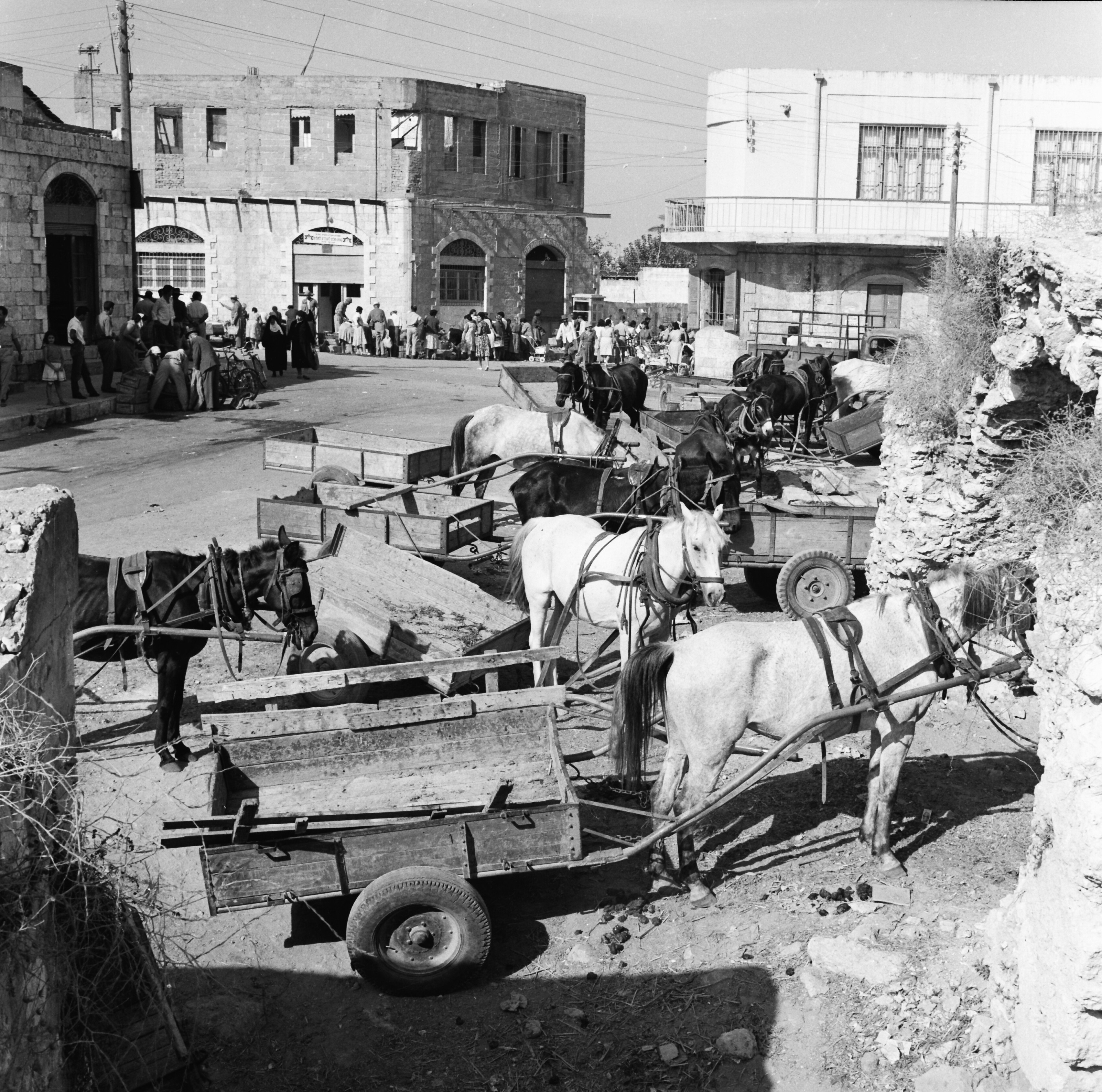
محل پارک وسائط حمل و نقل موجود در بازار خیابانی در شهر لد، سال ۱۹۵۰
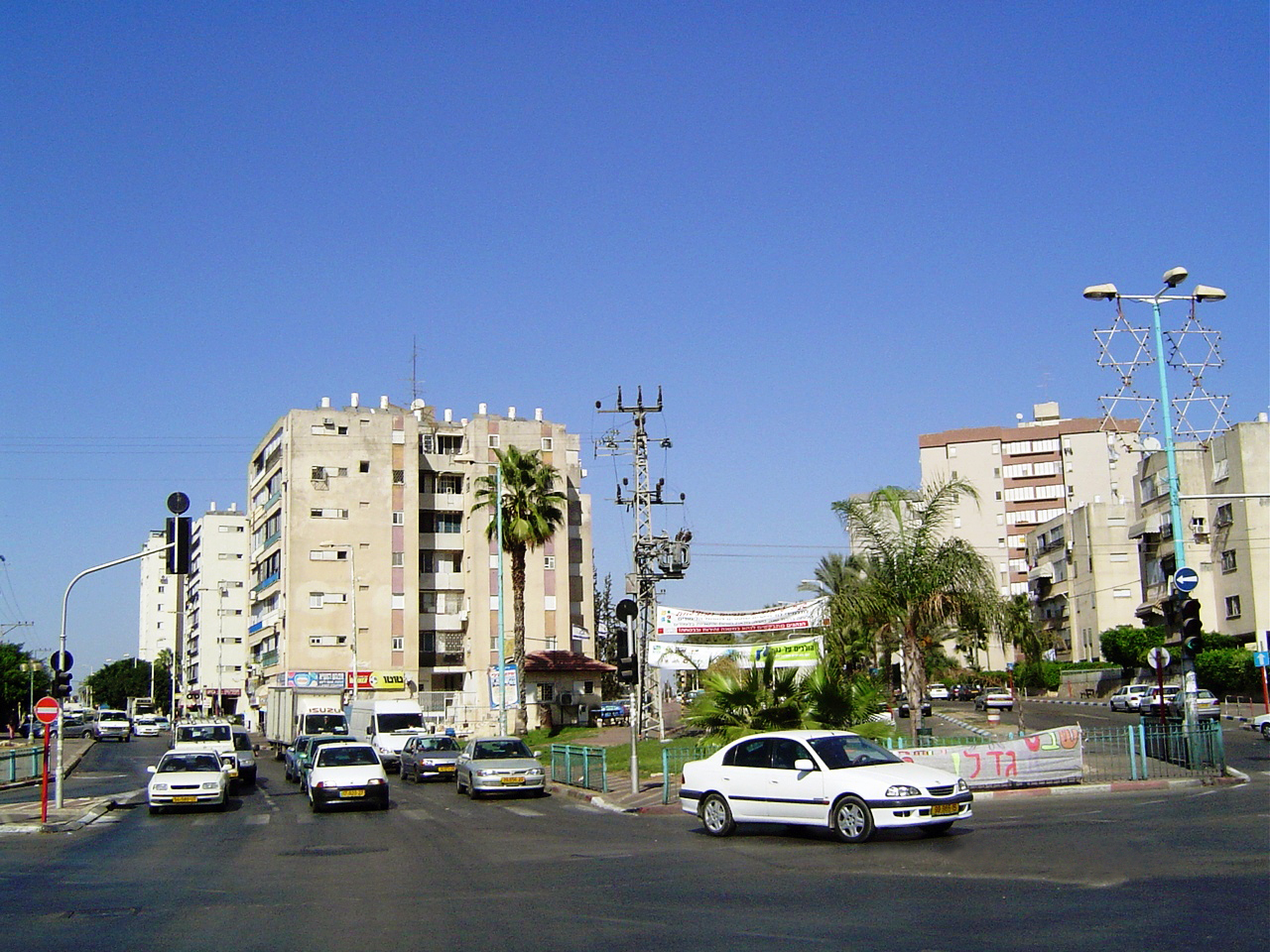
مرکز شهر لد در سال ۲۰۰۵
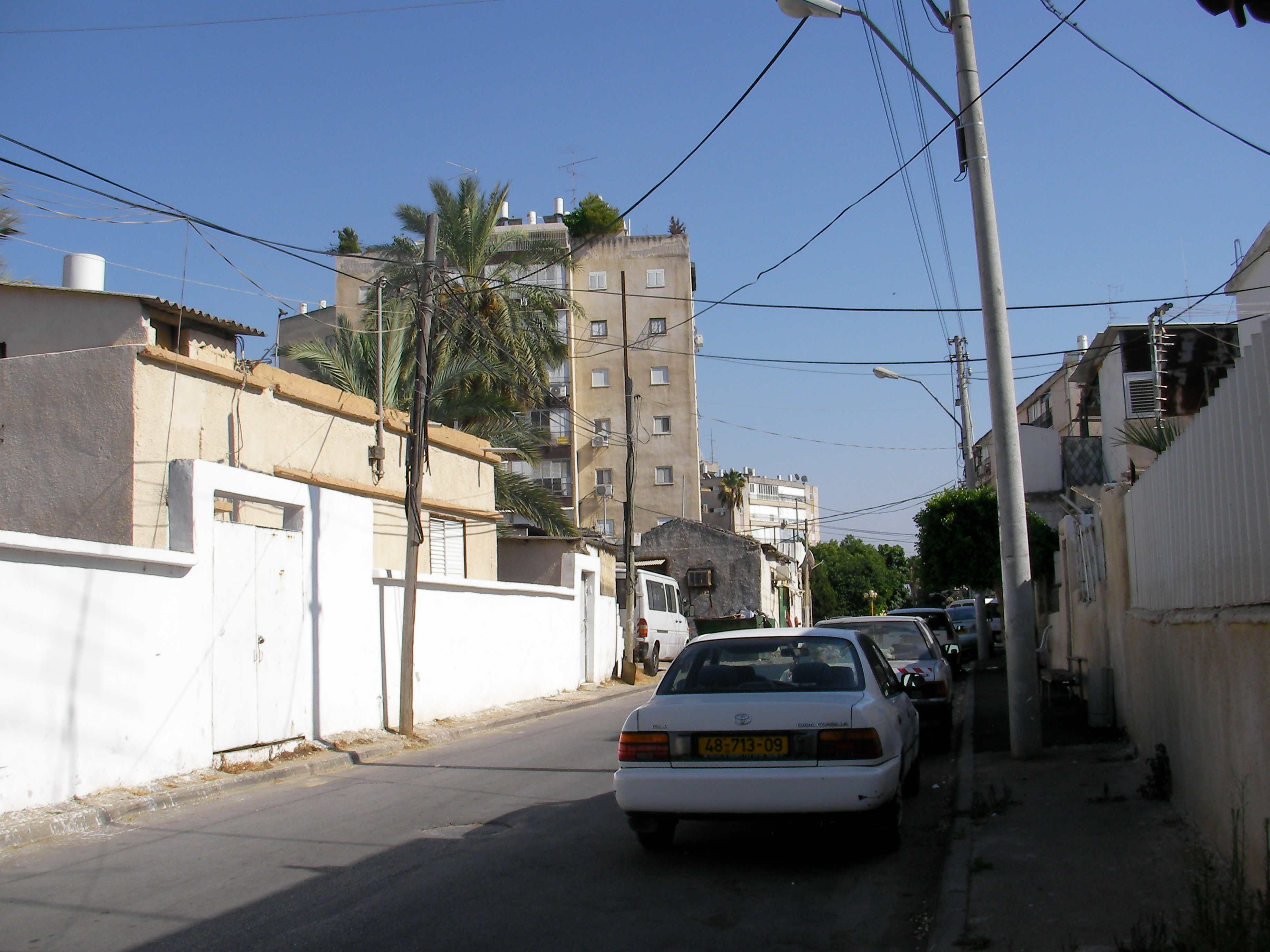
کوچه مسکونی در شهر لد، سال ۲۰۰۹
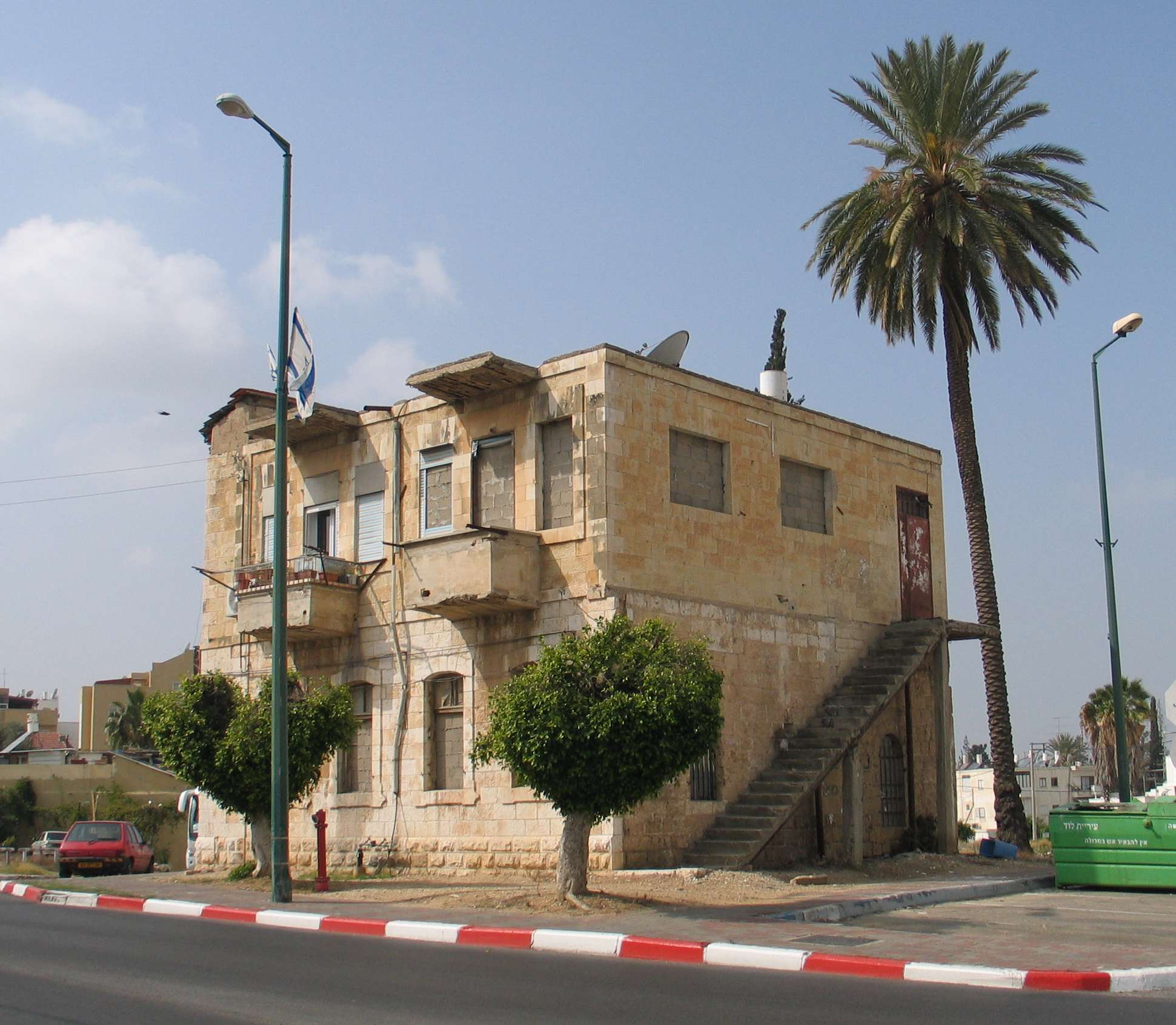
خانهٔ فلسطینی در شهر لد که بعد از جنگ ۱۹۴۸ تا به امروز پا برجا مانده است، سال ۲۰۱۴
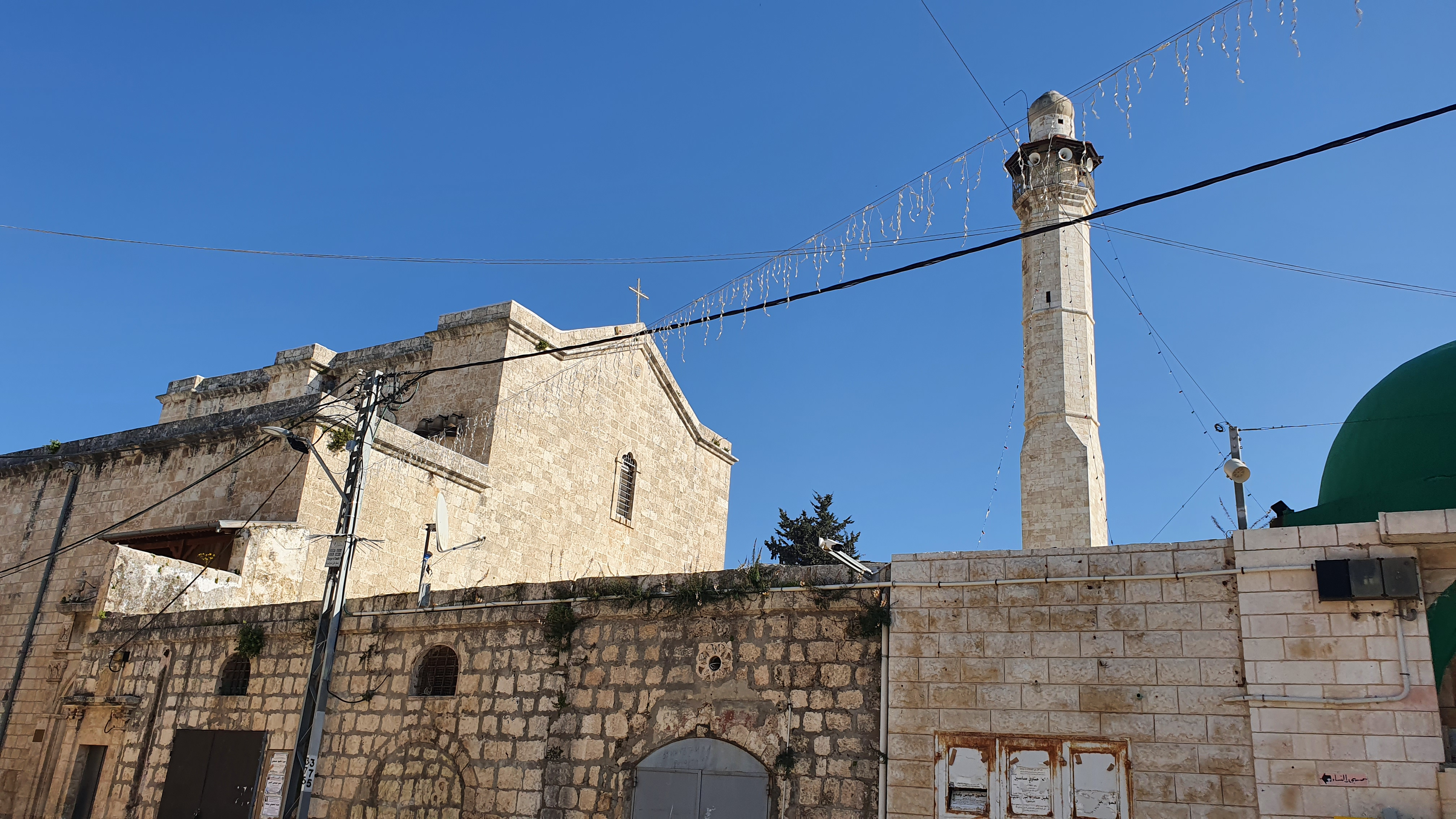
کلیسای جرجیس قدیس و مسجد جنب آن در شهر لد، سال ۲۰۲۲
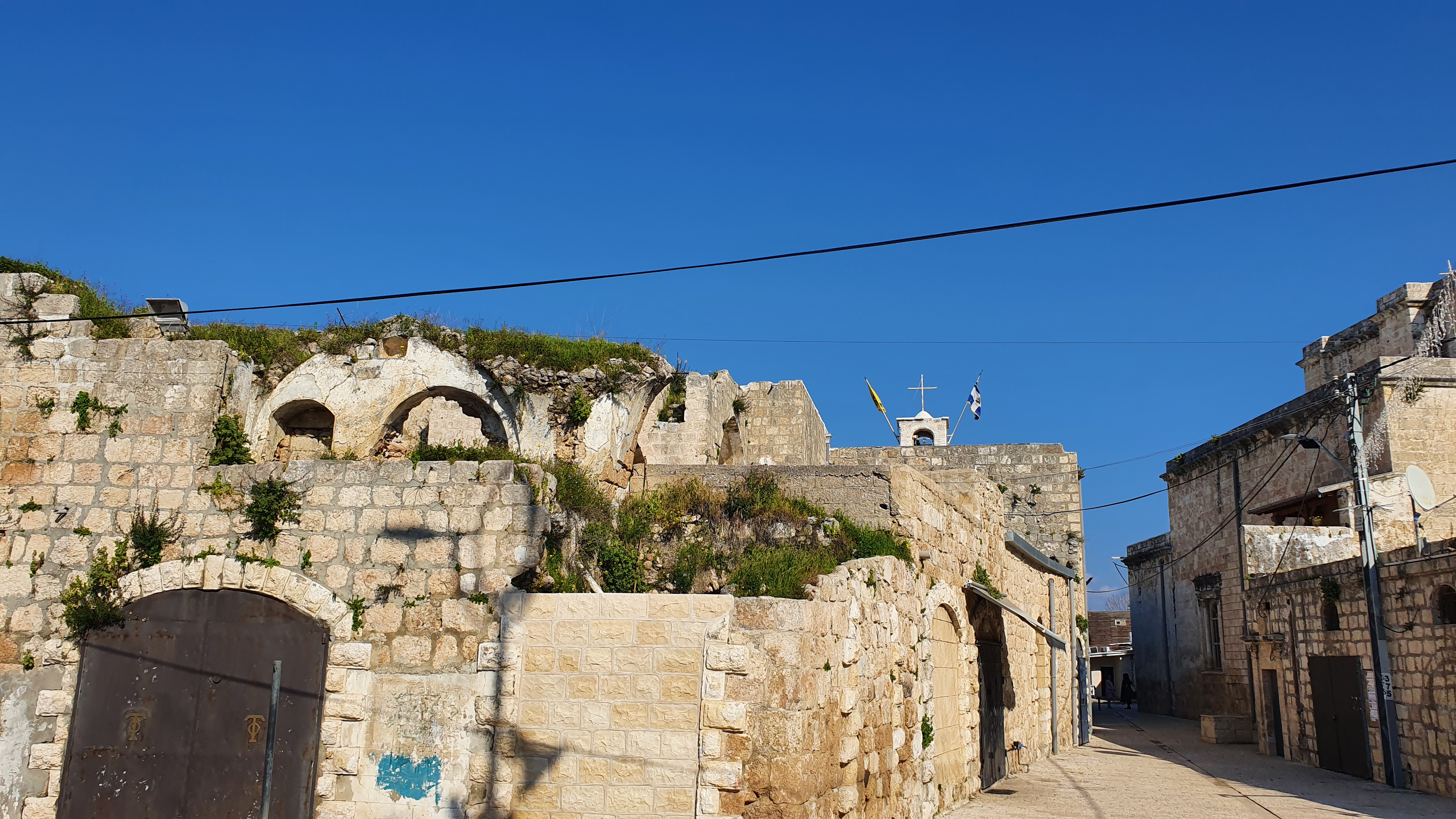
کوچه‌های محله به جا مانده قدیمی شهر لد و کلیسای جرجیس قدیس، سال ۲۰۲۲

### شورش رمضان ۲۰۲۱ و سالهای پس از آن
تنش‌های بین قومی، و همین‌طور تنش بین اقلیت عرب فلسطینی در یک سو و شهرداری، پلیس اسرائیل، و دولت ملی اسرائیل در سالهای اخیر افزایش پیدا کرده، بالاخص بعد از شهردار شده یائیر رِویوُو از حزب لیکود از سال ۲۰۱۴ به بعد. دلیل افزایش تنش، پیغامهای یائیر رِویوُو مبنی بر اینکه «شهر لد دارد تبدیل به شهری عرب‌نشین می‌شود»، و همین‌طور سیاستهای او در حمایت مالی، اداری، و معنوی از جنبش صهیونی-مذهبی «استیطانی» تندروی «گارین تورانی»، که به قصد «تقویت حضور یهودیت در شهرهای غیر یهودی و یهودی سکولار»، خانواده‌ها را تشویق به سکنی گزیدن در شهرهای مختلط مثل شهر لد می‌کند. در این راستا، تا سال ۲۰۲۱، گزارش شده بود که این گروه موفق به سکنی دادن ۷۰ خانوار در قلب محله‌های فلسطینی-نشین لد شده بود. این گسترش حضور منجر به افزایش اعتراضات فلسطینی‌ها شده بود، که شهردار شهر و این گروه را متهم به تغییر آهسته و پیوسته بافت قومی شهر می‌کنند.
افزایش این تنش‌ها، شهر را به نقطه‌ای رساند که کوچک‌ترین جرقه، می‌توانست منجر به انفجار شود. این جرقه در ماه مه ۲۰۲۱ مصادف با ماه رمضان از راه رسید. سرکوبهای خشن نمازگزاران فلسطینی توسط پلیس اسرائیل در مسجد الاقصی (که در ماه رمضان معمولاً میزبان جمعیت عظیمی از فلسطینیهای شهرهای اسرائیل، مثل شهر لد هست)، واکنش حماس با موشک‌باران شهرهای اسرائیل از نوار غزه، و واکنش اسرائیل با انجام حملات هوایی گسترده علیه غزه، جرقه‌ای شد در شهر لد. این اتفاقات منجر به تظاهرات گسترده اعراب فلسطینی شهر لد شد، که در طول آن، موسی حسونه ۳۱ ساله، یکی از اهالی، توسط یک اسرائیلی غیرنظامی مسلح کشته شد. این سانحه منجر به شروع شورش‌های خشن در شهر شد، که در یک سوی آن، جوانان فلسطینی بعضاً مسلح، و در سوی دیگر انبوه جوانان مسلح اسرائیلی بعضاً مرتبط با جنبش‌های رادیکان صهیونی-دینی با حمایت پلیس قرار داشتند. در طول این شورشها، اسرائیلی‌ها به قبرستان مسلمانان آسیب رسانده، و خانه‌ها و مغازه‌های فلسطینی‌ها را سوزاندند. از سوی دیگر، فلسطینی‌ها چندین کنیسه یهودی و به همراه آن، کتاب تورات و سایر کتب مذهبی درون کنیسه‌ها را سوزاندند. در طول این شورش‌ها، یک اسرائیلی ۵۶ ساله به نام ییگال یِهُوشوا بعد از حمله جوانان فلسطینی به ماشین وی با سنگ، کشته شد. فلسطینی‌ها مدعی شدند که خشم آنها در این شورش متوجه جنبش «گارین تورانی» بود، و به این دلیل به کنیسه‌های این جنبش در قلب محلات عرب‌نشین حمله شد. شهردار شهر لد و مطبوعات اسرائیل، شورش فلسطینی‌ها را ناشی از نفرت قومی از یهودیان اعلام کردند، از اصطلاحاتی مثل پوگروم استفاده کردند، و تقصیر این اتفاقات را بر گردن جامعه عرب انداختند. از جمله اتفاقات سمبولیک این شورشها در شهر لد که مورد توجه و تقدیر فلسطینی‌ها قرار گرفته، پایین آوردن پرچم اسرائیل از بالای تیر چراغ وسط بلوار اصلی شهر توسط یکی از جوانان، در حالی که شعار «برّوح، بدَم نفدیک یا اقصی» جمعیت فضا را پر کرده، و جایگزین کردن آن توسط پرچم فلسطین بود.

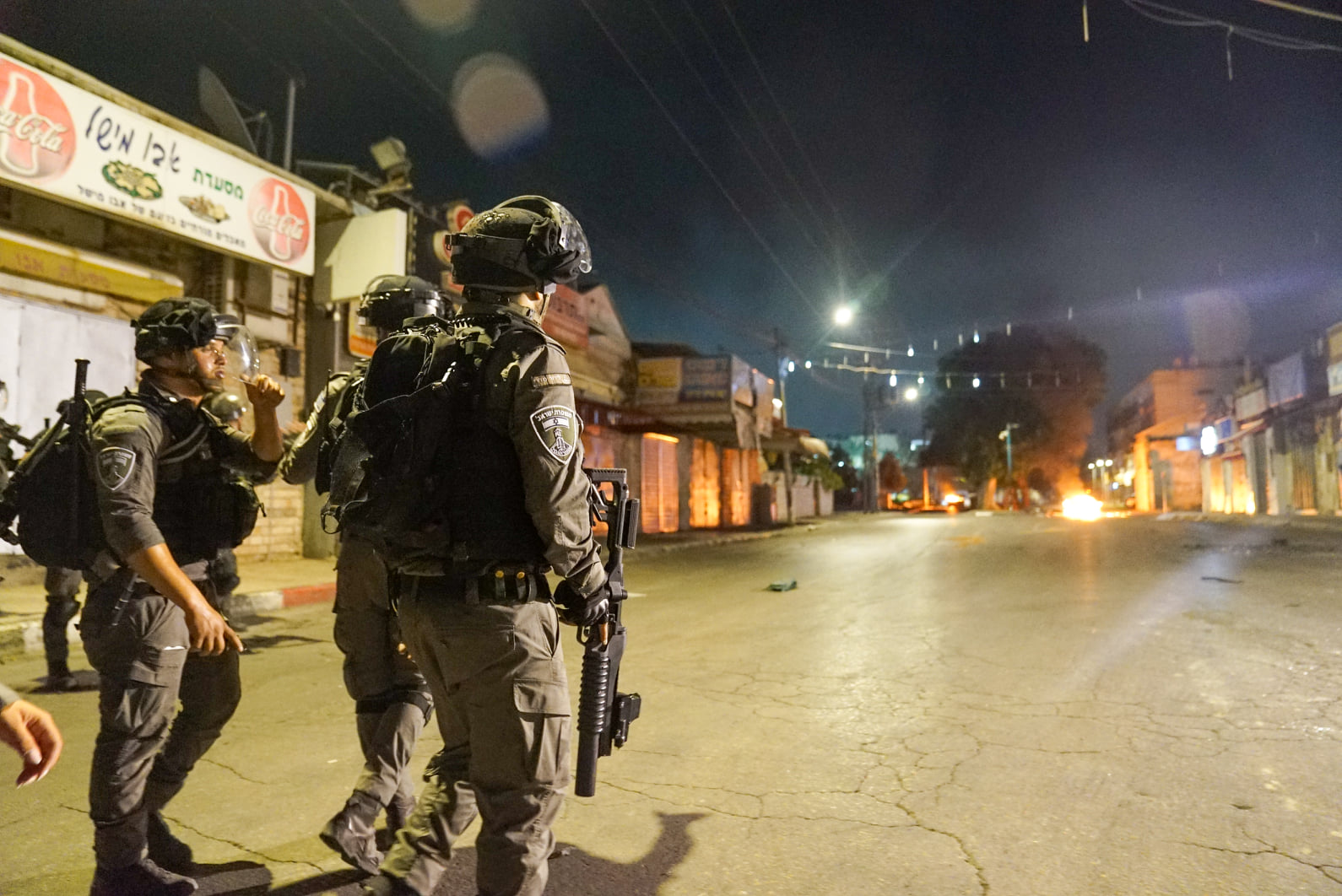
پلیس مرزبانی اسرائیل در شهر لد
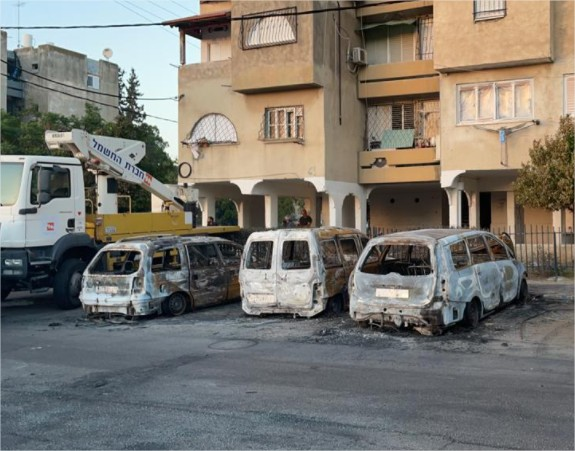
خودروهای سوخته، صبح روز بعد از شورش‌ها
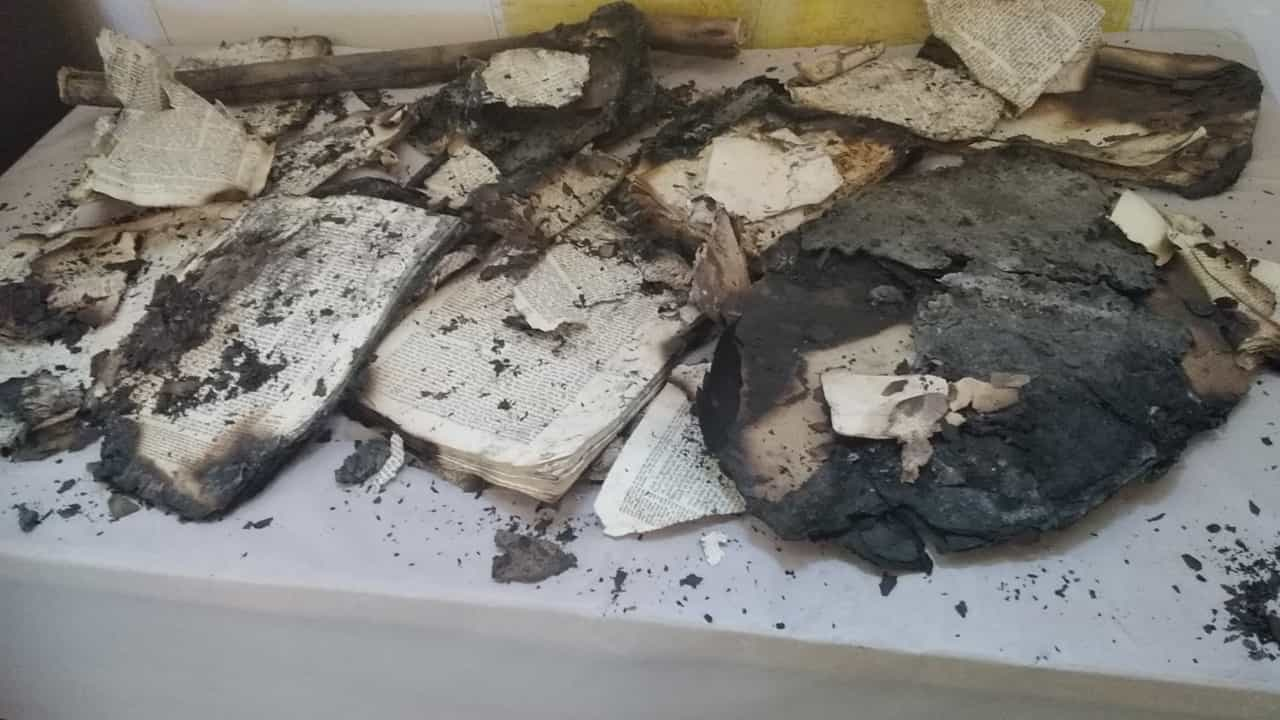
کتابهای مقدس یهودی سوخته و آسیب دیده در یکی از کنیسه‌های مورد حمله در شهر لد

حدود یک سال پس از قتل موسی حسونه توسط یک اسرائیلی غیرنظامی مسلح، «عداله» مؤسسه حقوقی مدافع حقوق بشر فلسطینی-اسرائیلی، به مدارک مداخلات و فشار مقامات سیاسی در تحقیق جنایی پرونده قتل برای تبرئه شدن ۵ اسرائیلی متهم دست پیدا کرد، که بر عدم اعتماد اعراب شهر لد به دولت اسرائیل و تنش‌های بین شهروندان عرب و حکومت افزود.
در طول درگیریها بین پلیس اسرائیل و نمازگزاران فلسطینی در مسجد الاقصی در رمضان ۱۴۴۳ هجری، شیخ امام الباز، امام مسجد جامع لد و رهبر معنوی اقلیت عرب-فلسطینی این شهر، به اتهام «تحریک افکار علیه قوای امنیتی» بازداشت شد. در ماه ژوئیه ۲۰۲۲، در دادگاهی که فعالان مدنی فلسطینی ساکن شهر از آن به عنوان «دادگاه سیاسی و نمایشی» توصیف کرده‌اند، با استناد به پرونده‌ای از چهار سال قبل، به جرم «تعرض به شهروندی یهودی»، به ۲۰ ماه زندان محکوم شد.

## حمل و نقل

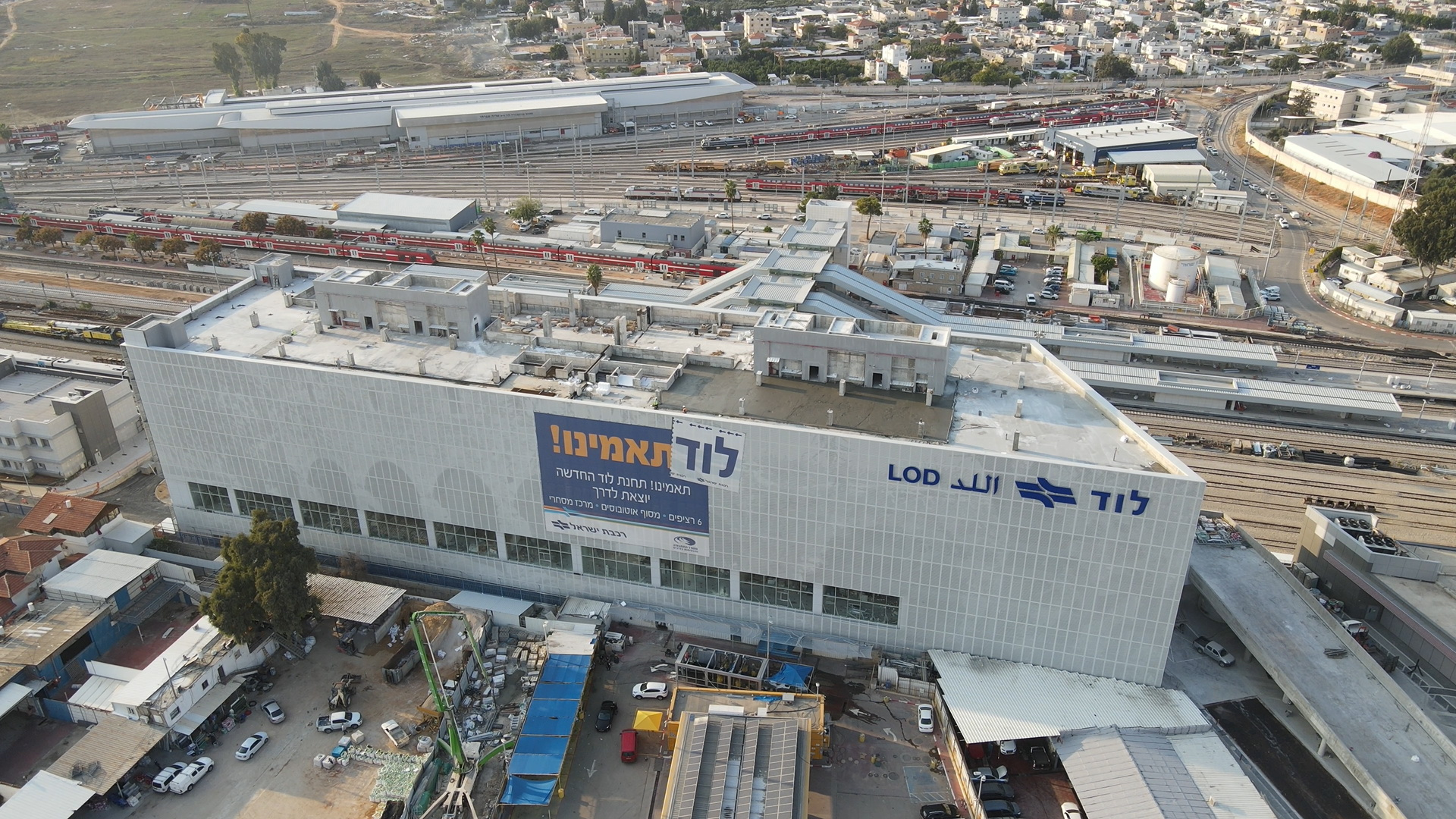
ایستگاه راه‌آهن و حیاط قطار لد

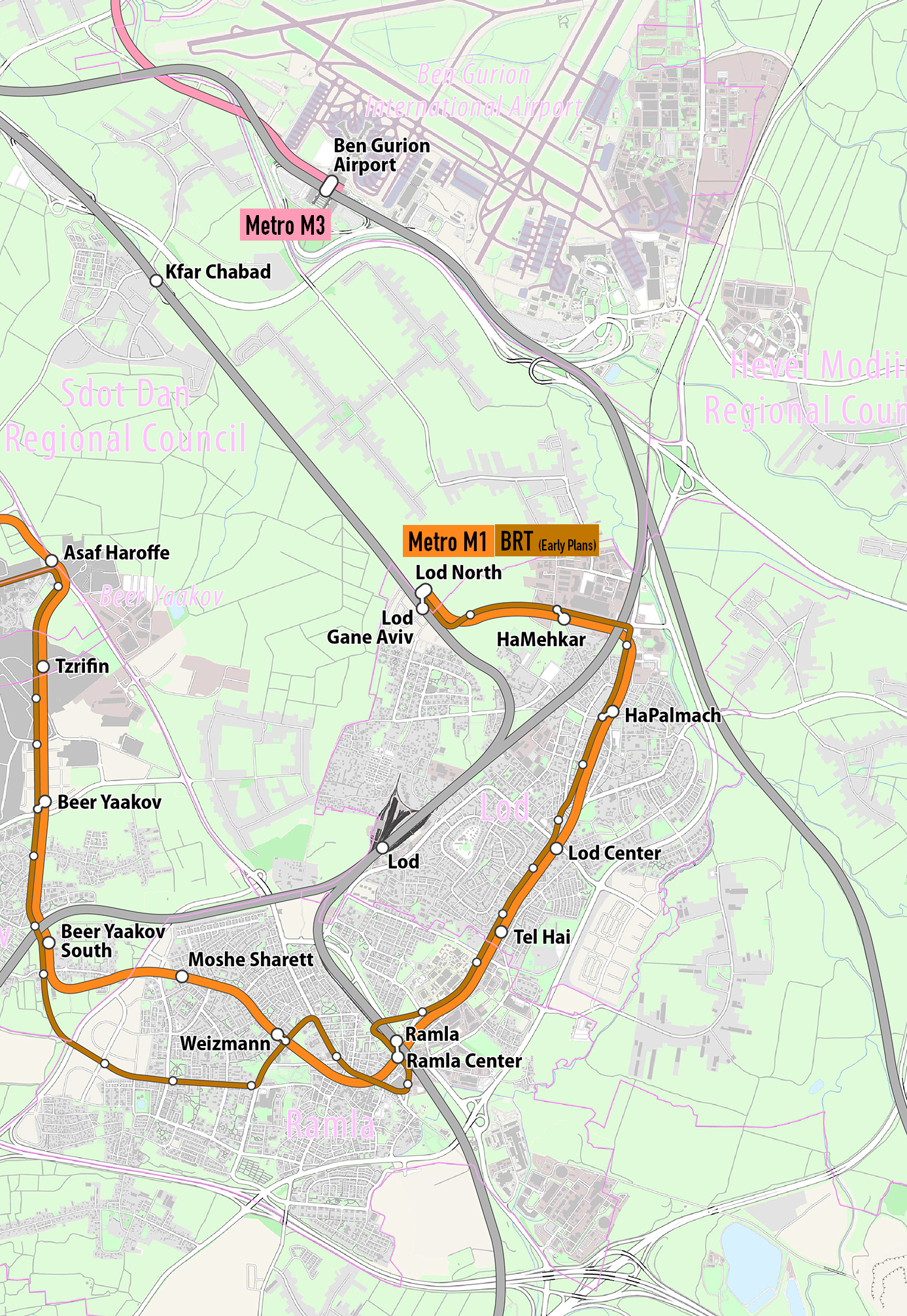
نقشه خطوط قطار حومه‌ای، موقعیت فرودگاه بین‌المللی، و خطوط آینده مترو و BRT «تل آویو بزرگ» در دو شهر لد و رمله

شهر لد از اواخر قرن ۱۹ام که اولین خطوط راه‌آهن در فلسطین عثمانی احداث شدند تا به امروز، نقطه‌ای استراتژیک در شبکه راه‌آهن منطقه بوده. امروزه، شهر لد محل تقاطع مهم خطوط شمال-جنوب و شرقی-غربی می‌باشد.
خطوط متصل کننده شهرهای عسقلان و بئر السبع در جنوب به حیفا و شمال کشور، با دور زدن محدوده شهری تل آویو بزرگ از شهر لد عبور می‌کنند. همین‌طور خط شرقی-غربی متصل کننده شهر تل آویو به بیت‌المقدس از این شهر می‌گذرد. شهر لد دارای بزرگ‌ترین «بندر خشک» (یا حیاط ریلی) اسرائیل می‌باشد.
شرکت راه‌آهن اسرائیل، مالک خطوط مسافری ریلی است که شهر لد را به اقصی نقاط کشور، مثل تل آویو، حیفا، عسقلان، بئر السبع، و بیت شمش وصل می‌کنند.
فرودگاه بین‌المللی بن گوریون، فرودگاه اصلی کشور اسرائیل و متصل کننده این کشور به دنیای خارج، که تا پیش از دهه ۱۹۷۰ میلادی با نام فرودگاه لد شناخته می‌شد، در ۷ کیلومتری شمال این شهر قرار دارد.
جاده شماره ۴۴، این شهر و شهر همسایه، رمله، را مستقیم به یافا در ساحل مدیترانه وصل می‌کند.

## انتخابات

### ۲۰۲۱
جمعیت یهودی شهر لد، در انتخابات سراسری اکثراً راستگرا هستند. اما جمعیت عرب فلسطینی این شهر، اکثراً به احزاب چپ‌گرای عرب رای می‌دهند. جای دارد که اشاره شود که مثل سایر نقاط کشور، اعراب فلسطینی شهروند اسرائیل نرخ مشارکت به مراتب کمتری نسبت به یهودیان دارند.
در انتخابات پارلمانی سال ۲۰۲۱، نتایج انتخابات در شهر لد به صورت زیر بود:
- حزب لیکود: ۳۴٪، به رهبری نتانیاهو
- ائتلاف فهرست مشترک: ۹٪، به رهبری ایمن عوده و احمد طیبی، ائتلاف چهار حزب عموماً چپ‌گرای عرب فلسطینی
- حزب اسرائیل خانه ما: ۸٪، به رهبری آویگدور لیبرمن، حزب راستگرای سکولار صهیونیستی که قصد نمایندگی از خواستهای روس-تبارهای اسرائیلی را دارد
- حزب شاس: ۸٪، حزب سنت‌گرای مذهبی که قصد نمایندگی یهودیان سفاردی حریدی را دارد
- حزب «صهیونی-مذهبی»: ۷٪، به رهبری بتسلائل سموتریچ، حزب راست افراطی مذهبی اسرائیلی
- حزب یش عتید: ۷٪، به رهبری یائیر لپید، حزب میانه اسرائیلی، که یکی از دو ارکان حکومت ائتلافی فعلی را تشکیل می‌دهد
- حزب یامینا: ۶٪، به رهبری نفتالی بنت و نائب رهبری آیلت شاکد، که یکی از دو ارکان حکومت ائتلافی فعلی را تشکیل می‌دهد. نخست‌وزیر کنونی اسرائیل نفتالی بنت، رهبر این حزب می‌باشد.
- ائتلاف فهرست متحد عربی: ۵٪، به رهبری منصور عباس، حزب محافظه کار اسلامی فلسطینی، در در حال حاضر در ائتلاف بنت-لاپید حضور دارد
- حزب امید جدید (تیکوا خدشا): ۴٪، حزب راستگرای اسرائیلی مشکل از نمایندگان حزب لیکود که از رهبری نتانیاهو به سر آمده بودند و از این حزب جدا شدند. این حزب از حزب یامینا حمایت می‌کند